# Stephan Dorffmaister
Stephan Dorffmaister o Dorfmeister, in ungherese István Dorffmeister (Vienna, 1729 – Sopron, 29 maggio 1797) è stato un pittore austriaco.
Fu attivo soprattutto in Ungheria occidentale.

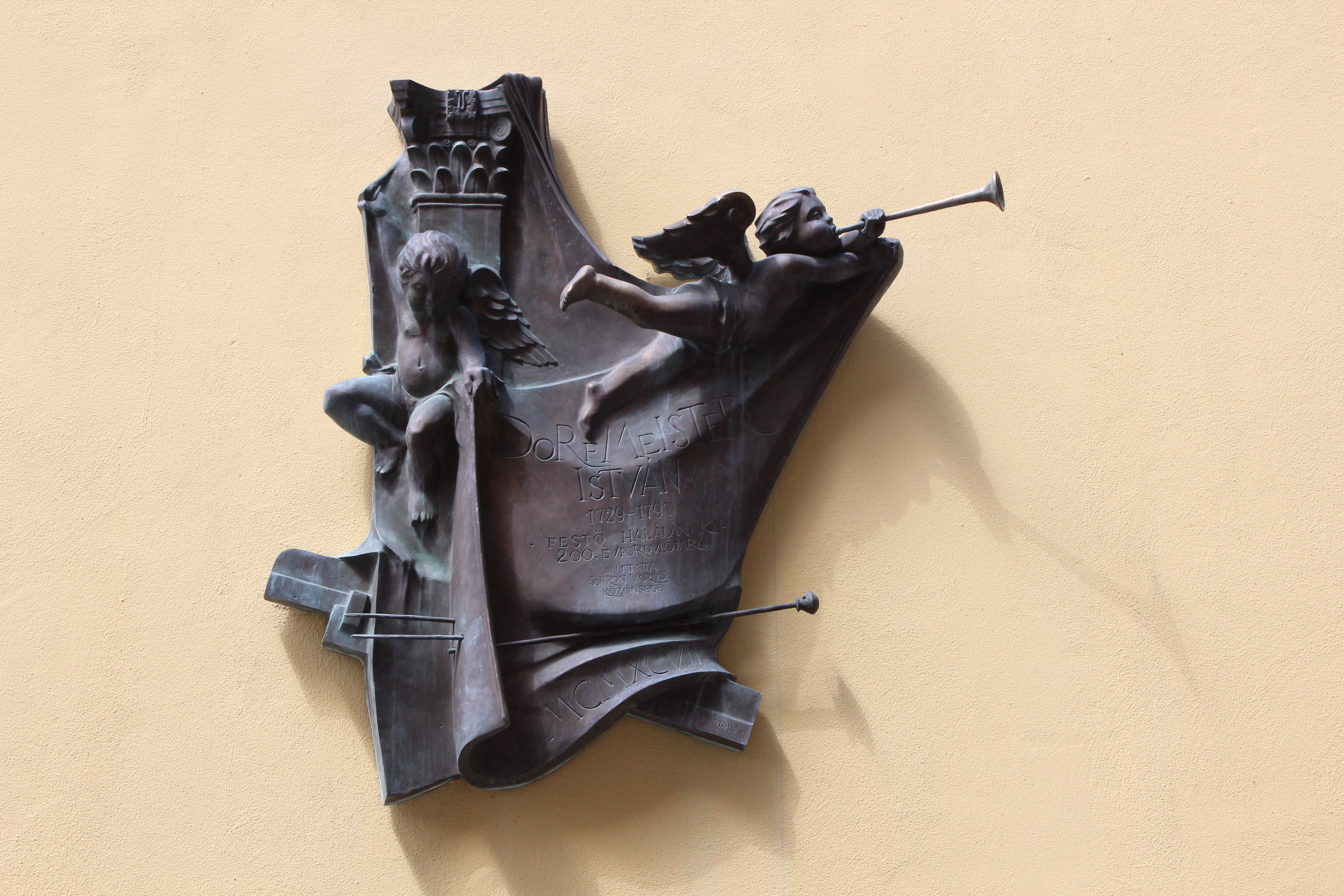
Placca commemorativa a Stephan Dorffmaister

Nato a Vienna nel 1729, dopo gli studi all'Accademia della città, si trasferì in Ungheria, divenendo cittadino di Sopron nel 1760. Operò molto nella diocesi Szombathely per il locale vescovo János Szily: nel 1783-1784 dipinse i quadroni per la sala di S. Paolo e gli affreschi della Sala terrena dell'episcopio di Szombathely, mentre nel 1791 ne decorò la biblioteca vescovile. Nel palazzo vescovile dipinse anche una tela raffigurante S. Martino (1791) per la cappella privata del vescovo e un'Ultima cena (1784). Per la cattedrale, invece, realizzò due tele per altrettanti altari (Il battesimo di Cristo e S. Stefano re d'Ungheria, entrambe del 1792). Morì a Sopron nel 1797.